# روث (نوادا)
روث، نوادا (به انگلیسی: Ruth, Nevada) یک سکونتگاه مسکونی در ایالات متحده آمریکا است که در شهرستان وایت‌پاین، نوادا واقع شده‌است.

## خصوصیات
روث ۰٫۹ کیلومترمربع مساحت و ۴۴۰ نفر جمعیت دارد و ۲٬۰۹۷٫۰۵ متر بالاتر از سطح دریا واقع شده‌است.